# M40狙擊步槍
M40狙击步枪是雷明登700步槍的衍生型之一。1966年越戰開始裝備美国海军陆战队，亦是其制式狙击步枪。M40有5種改進型，1977年的M40A1、1980年的M40A1、2001年的M40A3、2009年的M40A5、2014年的M40A6及正式版本M40A7。
美国海军陆战队的M40A1曾以更換枪管、枪托及其他零件的方式，陸續换装成新型的M40A3。而M40A3後來亦被更新為使用可拆式彈匣的M40A5。
2014年推出的M40A6為目前最新型號，在正式採用後改名為M40A7。
原型的M40是軍用版本的雷明登700步槍，一体式木制枪托及其他所有零件皆由雷明登武器公司制造，而M40A1及A3的枪托改用玻璃纖維，80年的A1及A3换装新型瞄準镜。
2018年，美國海軍陸戰隊開始以.300 溫徹斯特麥格農口徑的Mk 13 Mod 7取代M40系列。

## 歷史
越南戰爭期間，美國海軍陸戰隊表示需要一種正規的新式狙击步枪。經過測試後，1966年4月7日決定采用雷明登700／40x旋转后拉式枪机步枪（雷明登700的靶枪版本）作為制式狙击步枪，命名為M40。原型的M40全部裝有雷菲尔德（Redfield）3-9瞄准镜，但瞄准镜及木制枪托在越南戰場的炎热潮湿環境下，出現受潮膨脹等的严重问题，以至無法使用。結果在70年代，M40被更新成M40A1，以麦克米兰 （页面存档备份，存于）的玻璃纤维槍托及Unertl （页面存档备份，存于）瞄准镜替換。
美國陸軍也有裝備衍生自雷明登700／40x步枪作為M24狙擊手武器系統。陸軍版的M24與海軍陸戰隊的M40主要分別是M40的槍機座較短，只能發射7.62×51 NATO、.308温彻斯特子彈、7毫米／08雷明登子彈、.243温彻斯特子彈，M24的槍機座可發射較長的.300溫徹斯特麥格農、.338拉普麥格農、7毫米雷明登麥格農子彈。

## 型號
M40A1（1977年）
- 改用温彻斯特M70钢制扳机护圈及弹匣底板

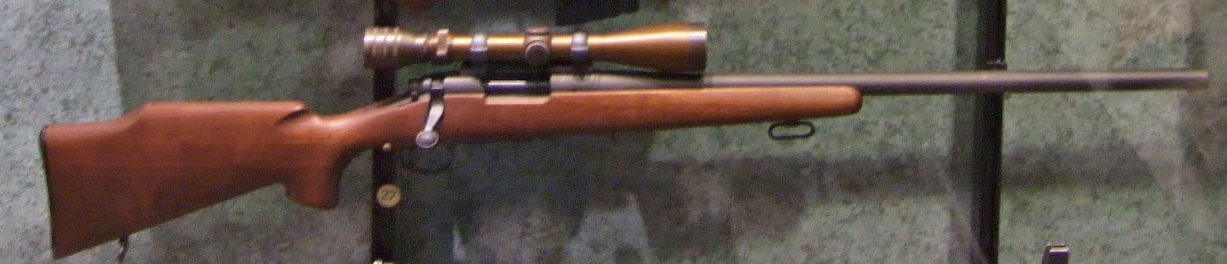
M40

- 改用较重、表面经乌黑氧化涂层处理的阿特金森不锈钢枪管
- 改用麦克米兰玻璃纤维枪托

M40A1（1980年）
- 改用Uneul 10倍瞄准镜（密位點）
- 全重14.5磅

M40A3（2001年）

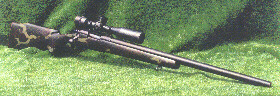
M40A1

1996年，美國海军陆战队決定開發的M40A3以替換M40A1。M40A3於2001年開發完成，亦出現於阿富汗及伊拉克戰場上。
- 枪機— M40A3仍然采用雷明登700的槍機座，但改為DD Ross公司制造的钢制整体式扳機护圈。
- 枪管—采用Schneider610 SS比賽級重槍管，長24寸，6條膛线，缠距12寸，可裝上消声器。
- 槍托—全部M40A3改用麥克米蘭A-4玻璃纖維戰術步槍槍托，軍用綠色涂裝（OD Green），自由浮置枪管，可调枪托底板及贴腮板。
- 夜間瞄准镜—可改用施密特-本德爾3-12x50發光瞄准镜代替原本的MST-100 Unertl日間瞄准镜，安裝在Badger Ordnance Maximum镜座後半部上，更可在前半部裝上步槍用夜視镜。

M40A5（2009年）
- 增設消焰器，並可裝設消音器。

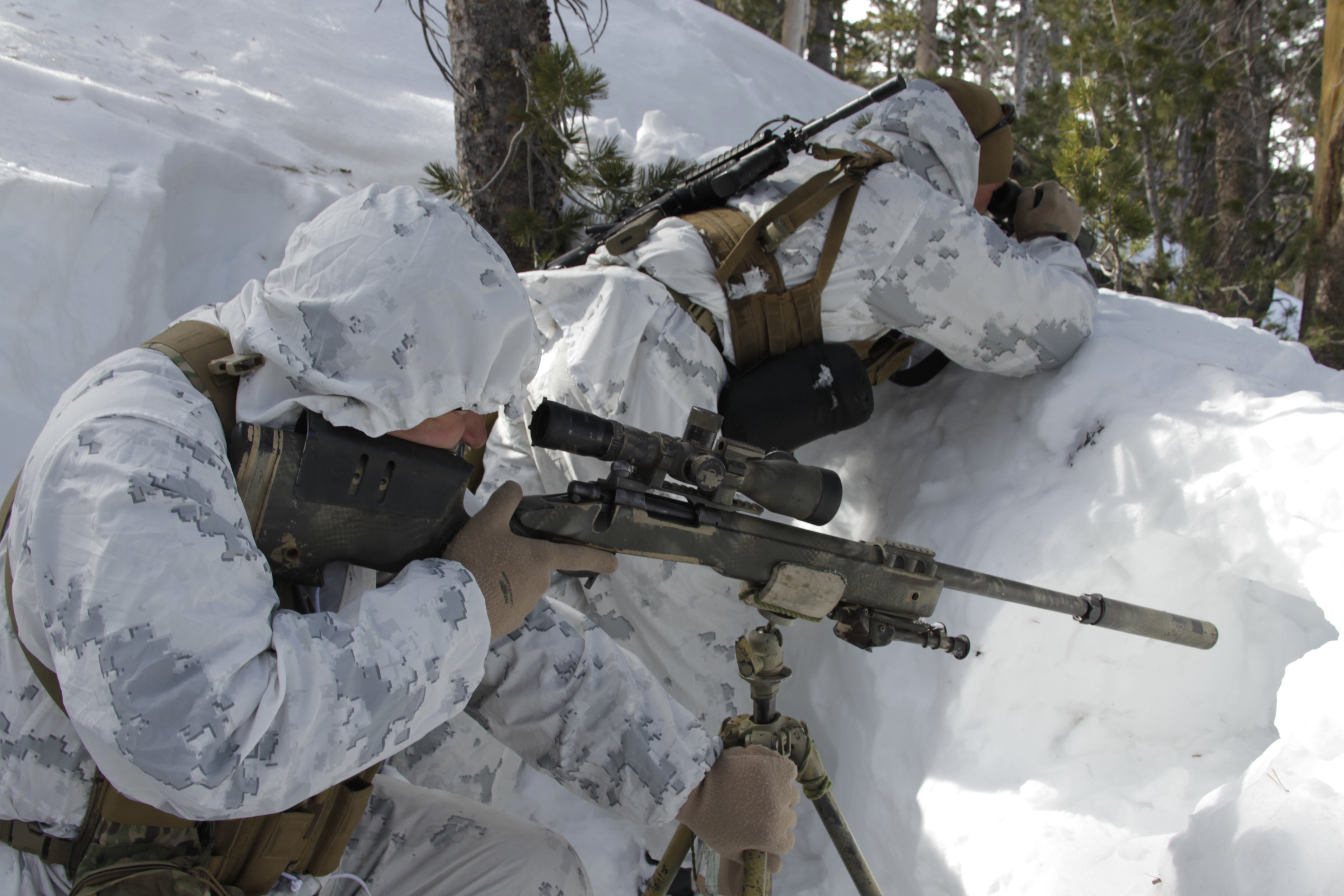
手持M40A5進行訓練的美國海軍陸戰隊狙擊手

- 護手前方曾增設U型導軌，可直接在日間瞄準鏡前加裝夜視鏡。

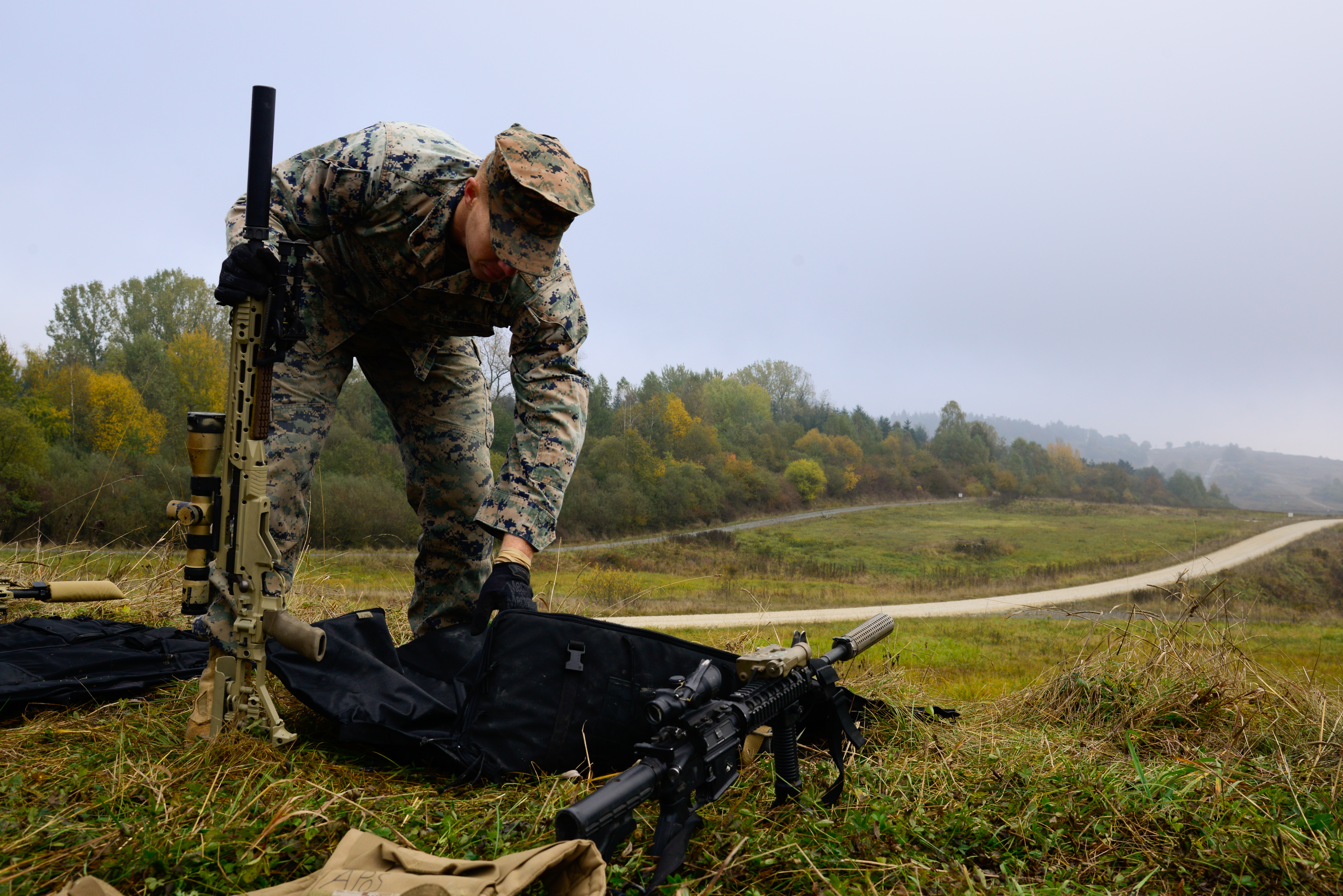
美國海軍陸戰隊員與他的M40A6

- 從原本的固定式彈倉改為可拆式10發彈匣。

M40A6／A7（2014年）
- 改用模組化外殼，具備摺疊式槍托。
- 在機匣頂部增設全尺寸皮卡汀尼導軌。

## 使用國
- 阿富汗
- 巴西
- 埃及
- 伊朗：本土仿製[1]。
- 伊拉克库尔德斯坦
- 黎巴嫩
- 马来西亚
- 菲律賓
- 尼加拉瓜
- 美国
  - 美國海軍陸戰隊
  - 美國海軍特殊戰中心（英语：Naval Special Warfare Center）
  - 聯邦調查局人質拯救隊

## 各型号對照
| 對照表   | M40（1966年）   | M40A1（1977年）        | M40A1（1980年）        | M40A3（2001年）         |
| -------- | --------------- | ---------------------- | ---------------------- | ----------------------- |
| 重量：   | 4.2公斤         | 5.5公斤                | 6.57公斤               | 7.5公斤                 |
| 總長度： | 1117毫米        | 1117毫米               | 1117毫米               | 1124毫米                |
| 枪管：   | 雷明登镀铬枪管  | 乌黑氧化涂层不锈钢枪管 | 乌黑氧化涂层不锈钢枪管 | Schneider SS比賽級槍管  |
| 瞄准镜： | Redfield，3-9倍 | Redfield，3-9倍        | Uneul，10倍            | Uneul，10倍             |
| 枪托：   | 核桃木          | 麦克米兰玻璃纖維枪托   | 麦克米兰玻璃纖維枪托   | 麦克米兰A-4玻璃纖維枪托 |

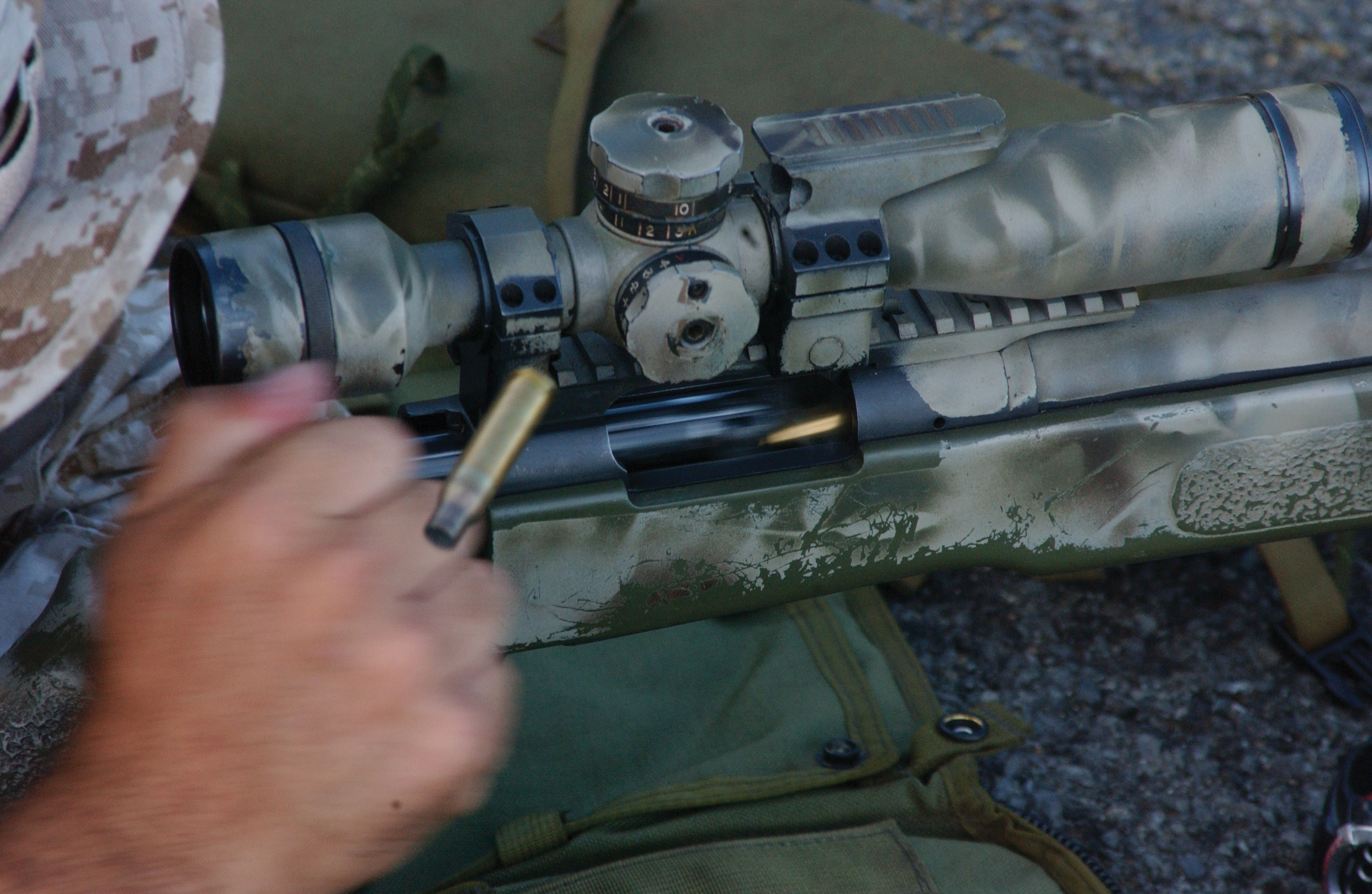
正在裝填的M40A3
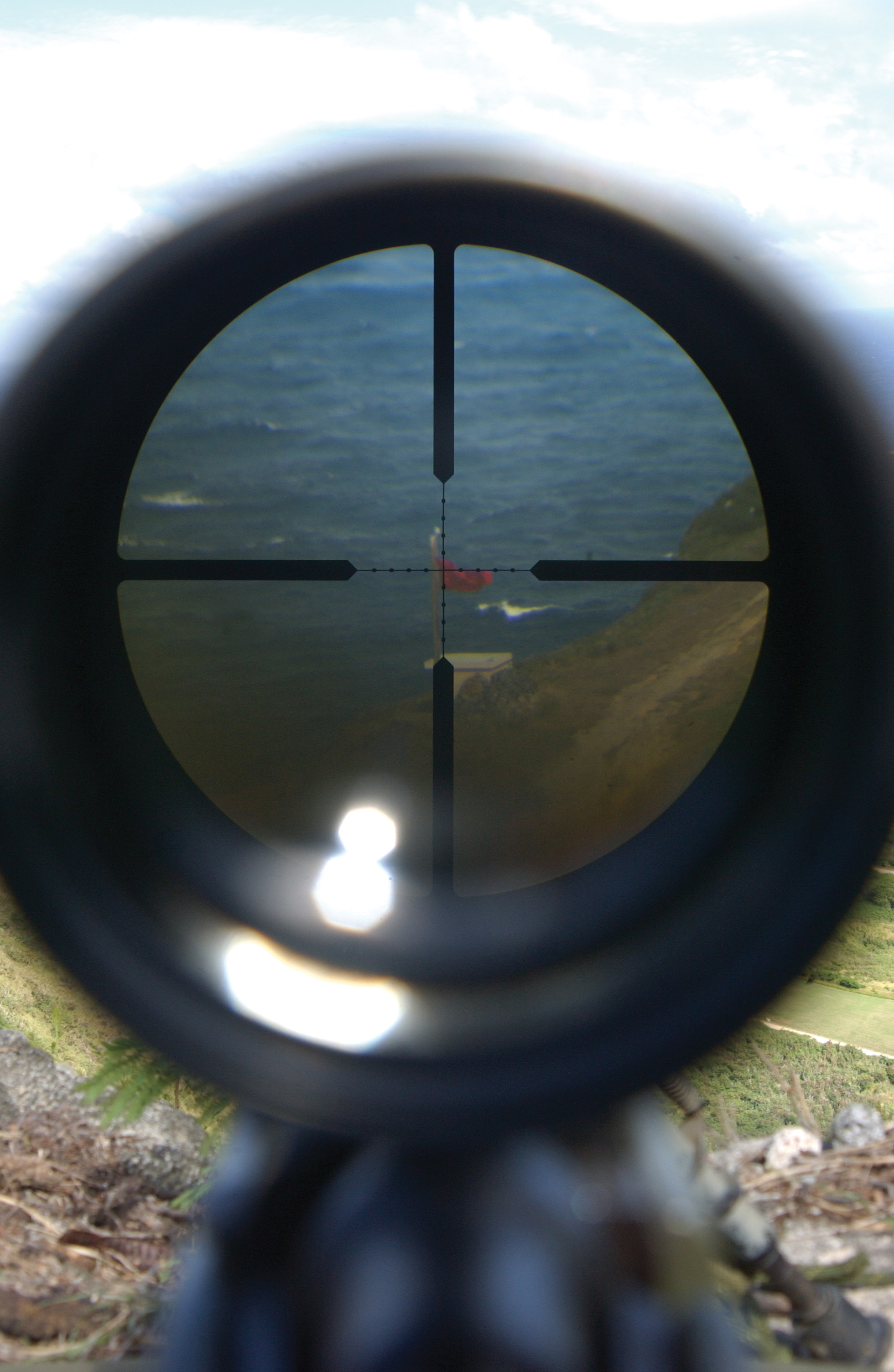
M40A3的Unertl瞄準鏡
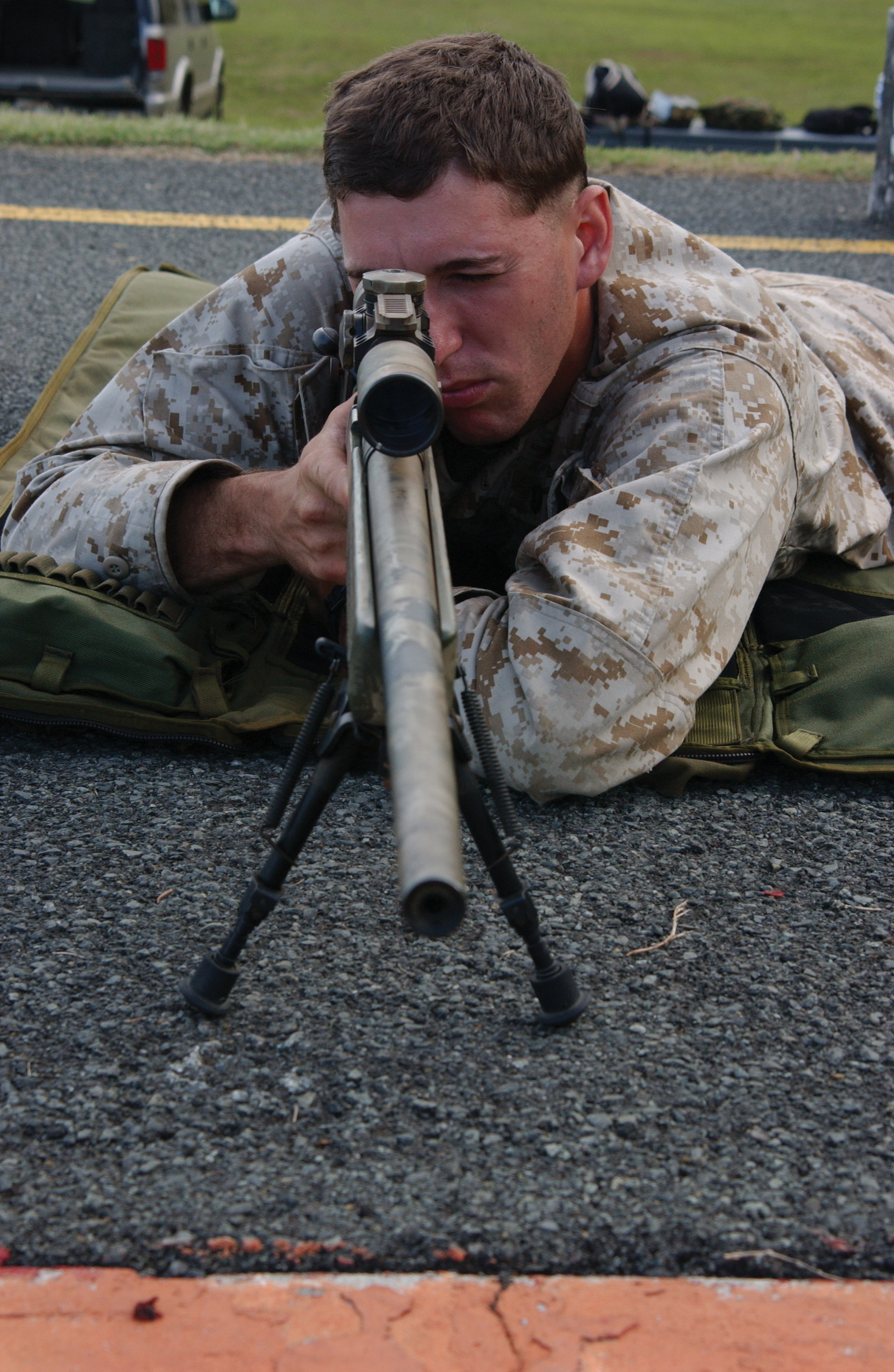
美國海軍陸戰隊士兵的M40A3
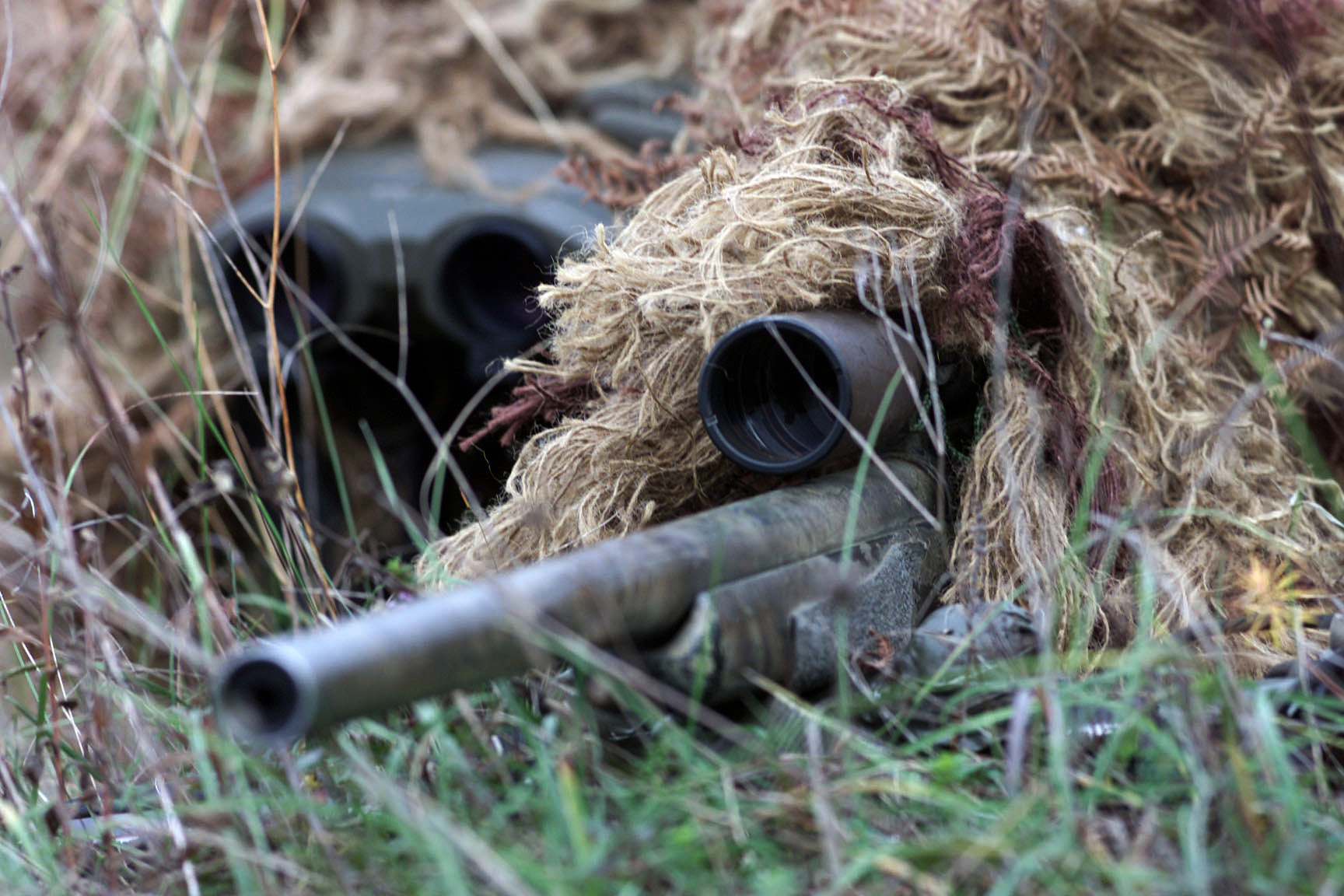
美國海軍陸戰隊狙擊小隊的M40

## 流行文化

### 電影
- 1993年—《戰略陰謀》：型號為M40A1，配備狙擊鏡，由主角托馬斯·貝克特中士（湯姆·貝林傑飾演）所使用。
- 2007年—《狙擊生死線》：型號為M40A3，配備狙擊鏡，由主角鮑勃·李·斯瓦格（馬克·華伯格飾演）於故事開頭時所使用。
- 2014年—《美國狙擊手》：型號為M40A3，配備狙擊鏡，由一名美國海軍陸戰隊狙擊手所使用。

### 電子遊戲
- 1999年—及其资料片：型号为M40A1，配備狙擊鏡，由HECU所使用，无法在战斗中拾取缴获。于《正面交鋒》中可由玩家在战场上拾取，归类为军用类武器。奇怪的使用可拆式彈匣且只装填5发子彈。
- 2004年—《俠盜獵車手：聖安地列斯》：型號為M40A1。
- 2006年—《虹彩六號：拉斯維加斯》：型號為M40A1，命名為「M40A1」，綠色迷彩槍身。奇怪的使用可拆式彈匣。
- 2007年—及重製版：型號為M40A3，命名為「M40A3」。預設配備狙擊鏡，只出現於多人模式。奇怪的是裝備ACOG瞄準鏡後威力從70增加至75（重製版保留此項）。
- 2008年—《戰地之王》 ：型號為M40A5。
- 2008年—《虹彩六號：拉斯維加斯2》：型號為M40A1，命名為「M40A1」，綠色迷彩槍身。奇怪的使用可拆式彈匣。
- 2010年—《戰地風雲：惡名昭彰2》：在DLC《再戰越南》中登場。型號為M40，命名為「M40」。奇怪的使用可拆式彈匣，且瞄準鏡裝備在皮卡汀尼導軌上。
- 2011年—：型號為M40A5，命名為「M40A5」。預設配備機械瞄具（聯機），戰役模式中由美國海軍陸戰隊第1偵察營「盲流1-3」所使用。在聯機模式中為美國海軍陸戰隊偵察兵武器。
- 2012年—《战争前线》：型号为M40A5，命名为“M40A5”，哑黑色枪身，使用15发弹匣装填。K点购买，为狙击手专用武器，可以改装枪口配件（通用消音器、狙击枪制退器）、战术导轨配件（狙击枪双脚架、特殊狙击枪双脚架）以及瞄准镜（狙击枪5.5x瞄准镜、狙击枪4.5x中程瞄准镜、狙击枪4x短程瞄准镜、狙击槍5x快速瞄准镜）。
- 2013年—《惡靈古堡：啟示》：型號為M40A1，命名為「M40A1」，啞黑色槍身。戰役模式可於第三章取得。突擊模式則隨機掉落或者出現在商店，稀有版本名稱為「野兔」。
- 2013年—：型號為M40A5，命名為「M40A5」。預設配備機械瞄具，載彈量5+1發，為偵察兵的解鎖武器。
- 2014年—《叛亂（英语：Insurgency (video game)）》：型號為M40A1，預設配備機械瞄具，安全部隊專用武器。
- 2017年—《風起雲湧2：越南（英语：Rising Storm 2: Vietnam）》：型號為M40，由美國海軍陸戰隊所使用。

## 外部連結
- （英文）—Modern Firearms—US Marine Corps / Remington M40 & M40A1 （页面存档备份，存于）
- （英文）—M40A1 Sniper Rifle （页面存档备份，存于） on About.com
- （英文）—M40 Magazine reviews
- （英文）—USMC M40A5 （页面存档备份，存于）
- （中文）—槍炮世界—
  - M40 （页面存档备份，存于）
  - M40A3 （页面存档备份，存于）
  - M40A5 （页面存档备份，存于）